# Dicranomyia illingworthi
Dicranomyia illingworthi är en tvåvingeart som beskrevs av Alexander 1914. Dicranomyia illingworthi ingår i släktet Dicranomyia och familjen småharkrankar. Inga underarter finns listade i Catalogue of Life.